# Supercomputación en China

Distribución de supercomputadoras por país de TOP500, en junio de 2016.

China opera un gran número de centros de supercomputadoras el cuál, representan el 29.3% del rendimiento compartido de los 500 supercomputadoras más rápidas del mundo.
Los orígenes de estos centros vuelven atrás a 1989, cuando la Comisión Estatal de Planificación, Comisión Estatal de la Ciencia y Tecnología y el Banco Mundial juntos, lanzaron un proyecto para poner en desarrollo las instalaciones de red y supercomputadoras en China. Además de instalaciones de red, el proyecto incluía tres centros de supercomputadoras. El Sunway TaihuLight de China se sitúa en el segundo puesto del ranking TOP500.
En 2018, China dominó el ranking poseyendo el 206 de los 500 supercomputadoras más rápidas del mundo, superando al segundo (Estados Unidos), el cual tuvo 124.

## Progreso
| País           | Velocidad máxima (Rmax)(Tflops) | Número de computadoras en TOP 500 |
| -------------- | ------------------------------- | --------------------------------- |
| China          | 93014.6                         | 206                               |
| Estados Unidos | 122300.0                        | 124                               |
| Japón          | 19880.0                         | 36                                |
| Reino Unido    | 7038.9                          | 22                                |
| Alemania       | 6177.7                          | 21                                |
| Francia        | 5283.1                          | 18                                |
| Países Bajos   | 1649.1                          | 9                                 |
| Corea del Sur  | 13929.3                         | 7                                 |
| Irlanda        | 1649.1                          | 7                                 |
| Canadá         | 4608.0                          | 6                                 |

El progreso de la supercomputación en China fue rápida; la supercomputadora más rápida del país se colocó en la posición 43 en noviembre de 2002 (DeepComp 1800), y obtuvo la posición 11 por noviembre de 2003 (DeepComp 6800), y 10º por junio de 2004 (Dawning 4000Un), y por noviembre de 2010 (Tianhe-1Un) consiguió la corona. China seguía detrás de Japón en junio de 2011 hasta que en junio de 2013 cuando la supercomputadora más potente del país una vez más marcó el récord mundial.
Antes del Sunway TaihuLight, las supercomputadoras chinas utilizaron los procesadores "off the shelf", p. ej. Tianhe-I usó miles de chips de Intel y Nvidia, y utilizaba un sistema operativo de Linux qué era software de código abierto. Aun así, para evitar restricciones como el embargo de tecnología en un futuro posible, los chinos desarrollaron sus propios procesadores como el Loongson, un procesador de tipo MIPS.
Según la revista MIT Technology Review, el procesador Loongson podría potenciar las supercomputadoras Dawning por 2012, produciendo una línea supercomputadoras totalmente hecha por chinos que lograba velocidades de petaflop.

## Centros supercomputacionales

### SCCAS
El centro de supercomputación de la Academia de Ciencias de China (SCCAS) proporciona funciones de soporte académico a los Centros Nacionales. SCCAS, que se sitúa en Beijing, es el nodo principal del norte y centro de operación para CNGrid.

### Guangzhou
El Centro nacional de supercomputadora en Guangzhou opera la cuarta supercomputadora más potente del mundo (en junio de 2018) Tianhe-2 (MilkyWay-2), el cual corre a33,000 teraflops. También opera el Tianhe-1Un Guangzhou Solución @– NUDT YH MPP  que corre a 211 teraflops.

### Changsha
Fundaciones para una nueva rama importante del Centro Nacional de supercomputación (国家超级计算中心 Guójiā Chāojíjìsuàn Zhōngxīn) estuvo puesto en Changsha el 28 de noviembre de 2010. Opera el Tianhe-1Un Hunan Solución @– NUDT YH MPP  que corre a 1342 teraflops.

### Jinan
El Centro nacional de Supercomputación en Jinan opera con la supercomputadora Sunway BlueLight MPP que corre a795 teraflops.

### Shanghái
El Shanghai Supercomputer Center opera con la supercomputadora Cubo Mágico que corre a 230 teraflops.

### Shenzhen
El Centro nacional de supercomputación en Shenzhen posee la segunda máquina más rápida en China, y el tercer más rápido en el mundo. En mayo de 2010, el de Nebulae obtuvo el segundo puesto en TOP500, después de la supercomputadora Cray del Oak Ridge National Laboratory en Tennessee.

### Tianjin
El Centro nacional de supercomputación en Tianjin es uno de los centros principales. Alberga el Tianhe-I que en octubre de 2010 consiguió el récord del mundo por operar consistentemente a 2.507 petaflops. El Instituto Computacional de Tianjin había estado activo desde 1984 cuando se desarrolló el sistema de microcomputadora 16-bitTQ-0671. Un comercial afiliado del centro de Tianjin con anterioridad, hizo la supercomputadora personal PHPC100 en 2008 el cual era aproximadamente dos veces la medida de un ordenador de sobremesa normal, pero 40 veces más rápida. En 2010 se lanzó una segunda generación.

### Wuxi
El Centro nacional de Supercomputación en Wuxi posee la supercomputadora Sunway TaihuLight, el segundo más potente del mundo desde junio de 2018.